# Victoriefonds Cultuurprijs
Victoriefonds Cultuurprijs is een prijs van de Stichting Cultuurprijs regio Alkmaar die met de uitreiking van de tweejaarlijkse cultuurprijzen de kunst- en cultuursector in Alkmaar en Noord-Kennemerland wil stimuleren en kunstenaars en cultuurdragers in deze regio ondersteunen in hun ontwikkeling en werk.

## Naamgeving
De Victoriefonds Cultuurprijs wordt sinds 1990 uitgereikt, maar had verschillende namen:
- 1990-1997: de Reijer-Jan Zwaan Cultuurprijs
- 1997-2005: de Alkmaarse Cultuurprijs
- 2005: de Cultuurprijs
- 2007-2016: de Rabobank Cultuurprijs
- 2017-heden: de Victoriefonds Cultuurprijs

## Voorgeschiedenis
Toen in 1990 Boekhandel Zwaan 100 jaar bestond en zich hofleverancier mocht noemen, was dat voor de toenmalige directeur Ger Voorn aanleiding om een Cultuurprijs in te stellen. Hij was een mecenas wat de kunsten betrof en ondersteunde die al jaren. Hij noemde deze De Reijer-Jan Zwaan Cultuurprijs naar de eerste boekhandelaar van Zwaan in het pand aan de Gedempte Nieuwesloot in Alkmaar. De eerste uitreiking van deze prijs was aan Grafisch Atelier Alkmaar in de vorm van 4.000 gulden en een oorkonde. Het prijzengeld werd door de boekhandel geschonken.
Aanvankelijk werd de prijs jaarlijks uitgereikt. Een jury bestaande uit Ger Voorn, diverse kunstenaars, de bibliotheek, Theater Provadja en Theater de Vest, stelde een lijst samen met kandidaten. De prijs werd toegekend aan een persoon of instelling. Een systeem van nominaties ontbrak in de eerste tien jaar van de prijs.
In 1992 werd de Stichting Cultuurprijs regio Alkmaar opgericht. Vanaf dat moment participeerde de gemeente Alkmaar in de stichting en ondersteunde de prijs ook financieel. In 1997 werd de Reijer-Jan Zwaanprijs Cultuurprijs omgedoopt in de Alkmaarse Cultuurprijs.
Na 1998 werd de cultuurprijs tweejaarlijks uitgereikt. 
Vanaf 2004 tot en met 2010 kreeg het publiek een belangrijke stem via het Noordhollands Dagblad. Dat was geen gelukkige werkwijze. Gerenommeerde artiesten/kunstenaars/musici vielen af en bovendien bood de cultuurprijs de winnaars onvoldoende podium doordat de kandidaten zich niet konden presenteren.
Vanaf 2005 werd HDC media bij de prijs betrokken en werd de naam gewijzigd in Cultuurprijs. In 2006 wordt de prijs door een aantal gemeenten rondom Alkmaar ondersteund. De Rabobank Alkmaar e.o. werd in 2007 hoofdsponsor en de eerste uitreiking van de Rabobank Cultuurprijs vond in 2008 plaats. In 2010 is de Rabobank Jong Talentprijs ingesteld. 
Vanaf 2012 is de werkwijze van de cultuurprijs opnieuw grondig gewijzigd en kwamen de makers veel meer centraal te staan. Bovendien werden de cultuurprijzen in drie categorieën uitgereikt: Letteren, Visuele Kunsten en Podiumkunsten. In 2014 vonden de eerste prijsuitreikingen plaats waarbij voor elke categorie een aparte prijsuitreiking werd georganiseerd. Via een jury, die iedere twee jaar opnieuw wordt samengesteld met vakmensen uit verschillende disciplines, worden kunstenaars in de drie categorieën gezocht en genomineerd. Kwaliteit van het werk van de genomineerden en de uiteindelijke winnaar is daarbij een belangrijk criterium. Het Stedelijk Museum Alkmaar presenteert de genomineerden Visuele Kunsten met een speciale tentoonstelling, Letteren wordt afwisselend op een intieme kleine locatie in een van de omliggende gemeenten uitgereikt en Podiumkunsten in Theater De Vest. De genomineerden hebben allen een relatie met de deelnemende gemeenten.
In 2013 is de Oeuvreprijs in het leven geroepen die door de vakjury wordt uitgereikt aan een kunstenaar die boven het niveau van een reguliere kunstenaar uitstijgt. In 2017 werd het Victoriefonds een belangrijke sponsor en ontstond de huidige naam: Victoriefonds Cultuurprijs.

## Prijswinnaars

### Editie 2024
- Jong Talent Prijs: Rami Kooti Arab, acteur
- Visuele Kunsten: Amber Veel, beeldend kunstenaar
- Podiumkunsten: Denden Karadeniz, danser, choreograaf
- Letteren: Femke Brockhus

### Oeuvreprijs 2023
- Hans Tentije

### Editie 2022
- Rabobank Jong Talent Prijs: Rashel van der Schaaf
- Visuele Kunsten: Hellen van Meene[1]
- Letteren: Joost de Vries[2]
- Podiumkunsten: Fedde ten Berge

### Oeuvreprijs 2021
- Pieter van Dijk[3]

### Editie 2020
- Rabobank Jong Talent Prijs: Sterre van Boxtel
- Visuele Kunsten: Dirck Nab[4]
- Letteren: Hannah van Wieringen
- Podiumkunsten: Thijs Prein
- Alkmaarse Courant Publieksprijs: Thijs Prein

### Oeuvreprijs 2019
- Podiumkunsten: Hans Man in 't Veld

### Editie 2018
- Rabobank Jong Talent Prijs: Ozan Aydogan
- Alkmaarsche Courant Publieksprijs: Gerben Hermanus
- Visuele Kunsten: Martijn Engelbregt
- Podiumkunsten: Han Bennink
- Letteren: Barry Smit

### Oeuvreprijs 2017
- Letteren: Jan van der Vegt

### Editie 2016
- Rabobank Cultuurprijs: Pé Okx
- Jong Talent Prijs: Mikky Zomerdijk
- Alkmaarsche Courant Publieksprijs: Maya Link
- Visuele Kunsten: Pé Okx
- Podiumkunsten: Maya Link
- Letteren: Pieter Boskma

### Editie 2014
- Rabobank Cultuurprijs: Elly de Waard
- Jong Talent Prijs: Annemarieke Kloosterhof
- Alkmaarsche Courant Publieksprijs: Noordhollands Jeugdorkest
- Visuele Kunsten: Regula Maria Müller
- Podiumkunsten: Compagnie DaaD
- Letteren: Elly de Waard

### Oeuvreprijs 2013
- Visuele Kunsten: Ata Kandó

### Editie 2012
- Rabobank Cultuurprijs: Simeon ten Holt
- Jong Talent Prijs: Thessa Meijer
- Alkmaarsche Courant Publieksprijs: Inge Nicole Bak
- Visuele Kunsten: Pieter Bijwaard
- Podiumkunsten: Simeon ten Holt
- Letteren: Inge Nicole Bak

### Editie 2010
- Hoofdprijs: Theo Olthuis
- Publieksprijs: Ilonka Ory
- Jong Talent Prijs: Our Minor Fall
- Letteren: Theo Olthuis
- Muziek & Muziektheater: Victor Posch
- Fotografie, Film & Nieuwe Media: Joris Komen
- Podiumkunsten & Theater: De Siberische Bruiloft
- Beeldende Kunst & Vormgeving: Ron Moret

### Editie 2008
- Hoofdprijs: La Luna / Helen Botman
- Publieksprijs: Ila van der Pouw
- Literatuur: Carry Slee
- Muziek: La Luna / Helen Botman
- Audiovisueel: Ronnie van der Veer
- Podiumkunsten: Samba Salad
- Beeldende Kunst: Pauline Bakker